# Hubert Skolik
Hubert Skolik (ur. 31 sierpnia 1913 w Kozłowej Górze, zm. 16 listopada 1986 w Bytomiu) – polski trener, współpracujący głównie z klubami górnośląskimi.

## Wczesne życie
Hubert Skolik urodził się w Kozłowej Górze – obecnie dzielnicy Piekar Śląskich. W młodości uprawiał lekkoatletykę (biegi średniodystansowe). Zdobywał w barwach Pogoni Katowice medale mistrzostw Polski. W czasie II wojny światowej był więźniem obozu koncentracyjnego Auschwitz-Birkenau (nr obozowy 25184), następnie przeniesiony do KL Dachau i do KL Mauthausen-Gusen.

## Kariera trenerska
Po zakończeniu II wojny światowej Hubert Skolik rozpoczął karierę trenerską. W latach 1952–1953 był trenerem Szombierek Bytom, potem prowadził AKS Chorzów (1954–1955), Stal Sosnowiec (1957), Odra Opole (1964–1965). Jednak największe sukcesy odnosił w Górniku Zabrze i Polonii Bytom. Hubert Skolik sześciokrotnie prowadził zespół z Zabrza, z którym zdobył w sezonie 1963/1964 mistrzostwo Polski. Natomiast z Polonią Bytom też zdobył mistrzostwo Polski w sezonie 1962. Był również prezesem klubu z Bytomia.

## Sukcesy szkoleniowe

### Polonia Bytom
- Mistrzostwo Polski w piłce nożnej: 1962

### Górnik Zabrze
- Mistrzostwo Polski w piłce nożnej: 1964